# Moratilla de los Meleros
Moratilla de los Meleros è un comune spagnolo di 111 abitanti situato nella comunità autonoma di Castiglia-La Mancia.